# The Bard's Tale (videogioco 2004)
The Bard's Tale è un action RPG sviluppato da inXile Entertainment e pubblicato nel 2004 per PlayStation 2 e Xbox.
Il videogioco costituisce una parodia dei videogiochi di ruolo fantasy, tra cui The Bard's Tale (1985), utilizzando il motore di Baldur's Gate: Dark Alliance.
Il gioco ha ricevuto una conversione per Windows. È stato successivamente distribuito per iOS, Android e Ouya. Nel 2017 è stata realizzata una remaster del gioco dal titolo The Bard's Tale ARPG: Remastered and Resnarkled pubblicata per PlayStation 4, Nintendo Switch e Xbox One.

## Trama
La storia narra le vicende di "un sarcastico ed opportunista musico ed avventuriero, guidato più dai piaceri terreni che da nobili scopi". Il Bardo (il cui nome, nel corso del gioco, non ci verrà mai svelato) non è interessato a salvare il mondo (come mostrato nel trailer ufficiale del gioco), quanto piuttosto ad accumulare ricchezze e ragazze (coin and cleavage). La sua ricerca è raccontata da un beffardo ed ironico narratore (la cui voce è di Tony Jay), che avrà più di qualche dissenso con il Bardo stesso durante il corso del gioco (i due interagiranno spesso).
Il protagonista finirà per essere "assoldato" da una sorta di setta (i vari fratelli Bodb, identici nell'aspetto e nel nome, che più volte metteranno a dura prova la già esigua pazienza del Bardo) per liberare la bellissima principessa Caleigh. Come conseguenza verrà attaccato da un'altra setta druidica, inviata per ucciderlo da un misterioso individuo chiamato Fionnaoch (molti nomi dei personaggi sono influenzati dalla mitologia celtica e delle Isole Orcadi). Per riuscire nella sua impresa il nostro "non troppo valoroso" anti-eroe dovrà affrontare vicissitudini di ogni tipo: dal combattimento con tre mostruosi custodi alle tombe dei Vichinghi, da zombies ballerini di break dance a goblins decisamente "melodiosi", passando per terrificanti miniere e partendo da uno scontro con un gigantesco ratto sputafuoco.

## Modalità di gioco
La visione 3D lo discosta ovviamente in modo netto dal suo più longevo predecessore (The Bard's Tale del 1984); il giocatore potrà manovrare il suo personaggio abbastanza liberamente, con una panoramica dall'alto ma comunque facilmente regolabile. A fare da scorta al nostro Bardo ci saranno successivamente una serie di varie creature, che verranno sbloccate nel corso dell'avventura. Tuttavia The Bard's Tale si avvicina più ad un'avventura dinamica rispetto ad un cosiddetto videogioco di ruolo, in quanto non sono presenti vere e proprie classi di personaggi o un sistema di "gestione inventario" (anche se nel corso del gioco il Bardo entrerà in possesso di molteplici armi, tutte utilizzabili in qualsiasi momento a discrezione del giocatore).
Il gioco si avvale inoltre di uno "Snarky or Nice", ovvero un sistema di dialogo che permette di cambiare il risultato di molte situazioni in base al tipo di risposta che si sceglierà di dare al nostro interlocutore. Studiando il suo tipo di personalità, infatti, si potrà decidere quale approccio usare nella conversazione, evitando così pericolosi combattimenti o deviazioni che allungherebbero il cammino del Bardo. Ad esempio, all'inizio del gioco il Bardo incontrerà un cane che, se trattato adeguatamente, lo seguirà per tutto il corso dell'avventura (o quasi), aiutandolo quando possibile. Spesso un approccio amichevole è più consigliato, tuttavia a volte anche lo "snarky" ha effetto con alcuni personaggi, senza contare che risposte ironiche o sarcastiche sono sicuramente più divertenti per il giocatore.
All'inizio e durante il corso dell'avventura, il giocatore avrà un tot di punti a disposizione da distribuire in diverse abilità del Bardo:
- Forza: il Bardo infligge un maggior numero di danni nelle mischie.
- Vitalità: più elevata è la vitalità, maggiore sarà il numero di danni che il Bardo può sopportare.
- Fortuna: influisce in maniera sottile sulle avventure del Bardo, in vari aspetti.
- Destrezza: il Bardo sarà più abile nell'uso di armi a distanza.
- Carisma: sarà più facile ottenere degli sconti dai negozianti che il Bardo incontrerà.
- Ritmo: il Bardo intonerà meglio le canzoni magiche, aumentando la resistenza e l'abilità delle creature evocate.

## Canzoni
Il gioco è abbastanza apprezzato e conosciuto anche grazie alla presenza, nel corso dell'avventura, di alcuni momenti "musicali", con vere e proprie canzoni che ci verranno offerte dai più vari personaggi durante il nostro cammino.
- Beer, Beer, Beer, cantata da tre ubriachi nella locanda "Drunken Rat", in cui si inneggia al fantomatico inventore della birra, Charlie Mopps (canzone già conosciuta soprattutto nel panorama folk irlandese[5]);
- The Tale of the Nuckelavee[6], cantata da una band all'interno dello "The Aiken Drum", che lamentano l'ascesa dello spaventoso Nuckelavee (scatenata proprio dal Bardo stesso);
- The Viking Song, cantata da un gruppo di Vichinghi attorno ad un tavolo;
- It's Bad Luck To Be You, cantata da un trio di Trow (piccoli mostriciattoli simili a goblin) in alcuni punti salienti dell'avventura, quasi sempre per "demolire" le convinzioni fin lì acquisite dal Bardo (il testo della canzone cambierà ogni volta che i tre spiritelli faranno la loro entrata in scena).

## Personaggi

### Il Bardo
Protagonista è ovviamente l'ormai più volte citato Bardo, una sottospecie di canaglia egoista che si muove, e quindi effettua ricerche, solo se di mezzo ci sono dei guadagni o belle ragazze. Gli importa solo di sé stesso, e spesso reagisce piuttosto male alle "frecciate" che di tanto in tanto il narratore gli lancia. Cinico e pragmatico, memorabile una sua frase nel finale, quando si troverà di fronte ad un essere demoniaco femminile: "it's only me maybe but... She seems still hot...?". La voce del Bardo è quella di Cary Elwes, già piuttosto noto al grande pubblico per la sua interpretazione di Westley nel film "La storia fantastica".

### Il Narratore
Onnipresente commentatore del gioco, il narratore fornisce talvolta informazioni utili e dettagliate, più di frequente sarcastiche osservazioni sul Bardo e sui suoi modi di fare. Quest'ultimo, dal canto suo, spesso risponde a sua volta ironicamente, quasi risentito.

### Caleigh
Una bellissima e ricca Principessa tenuta prigioniera da Fionnaoch, per motivi non svelati. Nei diversi finali della storia (che sceglierà il giocatore), questa si rivelerà però essere tutt'altra creatura, che movimenterà non poco le ultime fasi di gioco.

### Fionnaoch
Figura misteriosa, capo dei druidi: colui che tiene prigioniera Caleigh.

## Le Tre Torri
Per raggiungere e salvare Caleigh, il Bardo dovrà penetrare in tre torri, le cui sommità sono raggiungibili solo attraverso tre labirinti (o livelli) colmi di trappole e nemici. Sulla cima, inoltre, il Bardo incontrerà il rispettivo Guardiano della Torre, una creatura dai poteri soprannaturali.

### Forest Tower
Circondata dalla vegetazione, questa Torre è un groviglio di rovi ed alberi che rendono difficile il tragitto a chiunque osi introdurvisi. Come se non bastasse, i labirinti sono pieni di piante carnivore o velenose, che una volta distrutte ricrescono in fretta, se non si ha l'accortezza di raccogliere i semi che ne escono. Il Guardiano della Torre è Herne The Hunter, una gigantesca creatura che ricorda un grosso albero privo di chioma. Questi è in grado di evocare piante carnivore e cespugli di rovi, che bloccano momentaneamente chiunque abbia la sfortuna di trovarvisi all'interno.

### Mountain Tower
Situata tra le nevi perenni di altissimi monti, la Torre è protetta da Lugh, un guerriero di bronzo abilissimo nell'arte bellica. L'interno della Torre, oltre alle solite trappole, vede la presenza di guerrieri meccanici che bloccano la strada agli "sfortunati" nemici che intendono attraversarla.

### Island Tower
Grazie ad un passaggio attraverso le Miniere dei Firbolgs, il Bardo ed i suoi alleati giungono infine alla terza Torre, che troneggia al centro di una remota isola. I tre livelli sono ben difesi da guerrieri di diamante (diamond studded creatures), animali di fuoco (fireboars) e guerrieri invisibili (invisible warriors). Sulla sommità il Bardo incontrerà Mannanan, una gigantesca ed orrenda creatura che ha il potere di evocare gli elementi della natura.
Vi è poi una quarta Torre, quella di Dounby, dove è rinchiusa Caleigh. La sommità è raggiungibile attraverso 12 livelli (stanze in cui si troveranno, di volta in volta, tutte le creature apparse durante l'avventura).

## Alleati
Grazie ad un flauto magico donatogli all'interno del Drunken Rat, il Bardo potrà evocare delle creature (anche contemporaneamente) che lo serviranno fedelmente sino a che saranno in vita (ed evocabili nuovamente quando il Bardo avrà la capacità e la possibilità). Man mano che si prosegue nel gioco, aumenterà il numero delle creature che è possibile evocare; ogni creatura sarà evocabile mediante una distinta melodia, di cui il Bardo verrà in possesso via via durante la sua ricerca.
CanePiccolo amico ed aiutante del Bardo, che sarà utile per distrarre ed infastidire eventuali nemici durante gli scontri con molti uomini (unico degli alleati non evocato dal Bardo);
Ragno del Tuono (Thunder Spider)Un piccolo ragno costituito da energia pura, che scarica le sue cariche elettriche per fulminare i nemici;
Bruto (Brute)Tanto mastodontico quanto stupido, il Bruto ha un'indole essenzialmente bonaria. Lancia enormi massi contro i nemici, che li stordiscono momentaneamente;
Incantatrice (Enchantress)Creatura magica con sembianze umane nella parte superiore, di un rettile in quella inferiore e con ali di farfalla sulla schiena, può far risorgere il Bardo e i suoi alleati quando termina la loro energia;
Cavaliere (Knight)Possente e leale guerriero, attacca i nemici con un'enorme spada e scudo, oltre ad essere abile nella difesa grazie alla sua corazza. Questo lo rallenta, ma gli consente di incassare un'elevata quantità di danni;
Mercenario (Mercenary)Rozzo e violento combattente, il Mercenario compensa la mancanza di stile grazie alla sua profonda efficacia nel combattimento: colpisce infatti duramente i nemici con un'ascia;
Predatrice (Rogue)L'aspetto particolarmente attraente della Predatrice le consente di attirare a sé i nemici con il suo fare suadente, per poi pugnalarli in modo letale quando la loro guardia è scoperta;
Megera (Crone)Donna grassa e dall'aspetto non certo piacevole, che tuttavia è molto abile nell'arte della magia. Ristora periodicamente un tot di punti vita perduti dal Bardo e dai suoi alleati;
Eroina (Heroine)Combattente molto abile, si muove velocemente e colpisce a distanza i nemici col fuoco rapido di una balestra;
Knocker (Knocker)Un piccolo umanoide che riesce ad infiltrarsi lì dove il combattimento è più concitato per piantare al suolo una specie di bastone fulminante, che si innescherà poco dopo causando seri danni ai nemici;
Fata della Luce (Light Fairy)Piccola creatura alata, riesce ad illuminare le aree scure, oltre a stordire i nemici di tanto in tanto con degli improvvisi campi di luce;
Esploratore (Trap Finder)Può disattivare le trappole (al prezzo di piccoli punti vita, se il Bardo stava per cadervi dentro), inoltre può trovare passaggi segreti e tesori, che aumenteranno il bottino totale del Bardo;
Guardia del corpo (Bodyguard)Il più leale tra i servitori del Bardo, la guardia del corpo attira su di sé gli attacchi dei nemici, salvaguardando quindi l'energia dei suoi alleati;
Behemoth (Behemoth)Una grande bestia di fuoco che si catapulta contro i nemici causando varie esplosioni. Negli spazi chiusi, inoltre, li brucia con il suo soffio ardente;
Elementale (Elemental)Un umanoide costituito da fuoco che brucia i nemici con le sue fiammate;
Gouger (Gouger)Un mostruoso insetto gigante, che succhia la vita dei nemici e la trasferisce al Bardo e ai suoi alleati;
Vorpal Rat (Vorpal Rat)Un ratto che, sebbene debole in combattimento, talvolta può spaventare personaggi femminili e risultare utile per raggiungere alcuni scopi (ad esempio durante l'avventura, se evocato in una taverna particolare, farà scappare una dama ed il Bardo otterrà una ricompensa).

## Altre creature
Kunal TrowPiccole creature verdi simili a goblin, gobbi e con grandi orecchie. Decisamente malvagi, sono soliti attaccare a vista.
Peerie TrowLa più piccola e pacifica versione dei Trow, sono soliti usare maggiormente l'astuzia e gli inganni per raggiungere i loro fini.
BugbearÈ una creatura che vive in una profonda grotta e che ha seminato panico tra i cittadini di Houton, depredandoli. In realtà, una volta sconfitto, si rivelerà essere solo un contadino mascherato.
ZombieUmani, mucche e polli non-morti scatenati da Caleigh.
FinfolkCreature acquatiche a metà tra un umano ed una piovra, particolarmente aggressive. Sono munite di pinne, artigli, tentacoli e denti da squalo; sono solite, inoltre, praticare la magia.
FirbolgGigantesche e gentili creature con braccia molto lunghe e muscolose, il cui unico scopo è scavare: i Firbolg sono infatti naturali minatori.
RedcapQueste creature, a metà fra una iena ed un goblin, sono molto abili a nascondersi tra l'erba alta e a tendere agguati letali, cogliendo di sorpresa i propri nemici. Inoltre si rigenerano bevendo il sangue dei loro simili caduti in battaglia.
Stone Studded CreatureGrandi creature interamente costituite di pietra, che al loro interno spesso nascondono pietre preziose.
Diamond Studded CreatureSimili ai loro "cugini" stone studded, essi sono però fatti interamente di diamante.
DraugrVichinghi non-morti che infestano la città di Stromness
FireboarCreature elementali costituite interamente da fuoco, che caricano ed inceneriscono i loro nemici.
Invisible WarriorGuerrieri invisibili che popolano l'area della Island Tower, riconoscibili solo dalle armi che utilizzano.
Haggis MonsterUn gigantesco quanto orrendo mostro che spunta dal terreno della fattoria di Finn, infestato da animali-zombies. Esso è formato dagli "scarti" delle bestie da macello che hanno preso vita.
The PetEnorme uccello che renderà difficile la vita al Bardo sull'altopiano delle Greenlands; è solito "raccogliere" dei druidi per poi lanciarli in volo sui propri nemici.

## I Tre Finali
Una volta ultimata la sua ricerca e superati i 12 diversi livelli dell'ultima Torre, il Bardo giungerà finalmente al cospetto di Fionnaoch, il quale inaspettatamente cercherà di convincerlo a schierarsi dalla sua parte argomentando le sue ragioni. Il Bardo, allora, chiederà consiglio alle creature da lui evocate, che si divideranno in vari gruppi.
- Evocazioni che prendono le parti di Fionnaoch:

Crone, Trap Finder, Heroine, Light Fairy, Knocker
- Evocazioni che prendono le parti di Caleigh:

Knight, Rogue, Brute, Enchantress, Mercenary
- Indecisi:

Bodyguard
- Non possono capire:

Rat, Elemental, Behemoth, Thunder Spider, Gouger.
Il giocatore, dunque, avrà la facoltà di effettuare tre scelte che influenzeranno il finale del gioco:
1. 1. Schierarsi con Fionnaoch: Caleigh si rivelerà essere una creatura demoniaca, che Fionnaoch stava solamente isolando per evitare che causasse morte e distruzione. Dovrete battervi con lei in una prigione infernale; se avrete la meglio il mondo tornerà alla normalità, ed il Bardo ai suoi sempre poco ortodossi trucchetti per guadagnare qualche spicciolo.
2. 2. Schierarsi con Caleigh: Dovrete annientare Fionnaoch, che vi scaglierà contro i suoi stregoni. Una volta sconfitto, però, il Bardo avrà un'amara sorpresa: Caleigh è un essere demoniaco. Deciderà tuttavia di convolare a nozze con lei ugualmente, mentre il mondo cadrà in rovina sotto il loro regno.
3. 3. Andarsene via: Proprio nel momento della scelta cruciale, il Bardo decide che non gli interessa poi così tanto sapere chi è la vittima e chi il carnefice, oppure quale sarà il destino del mondo: sceglierà di tornare ad ubriacarsi in qualche bettola, cantando e ballando con alcuni amici non-morti che in qualche modo si era fatto durante l'avventura.

## Curiosità
In alcune edizioni del gioco, il disco presentava la scritta "For a really disturbing image...Flip disc over" (Per un'immagine davvero inquietante...Gira il disco) prendendosi gioco del giocatore, che girando il disco non vede altro che la sua immagine riflessa.